# Show (The Jesus Lizard)
| Recensione           | Giudizio |
| -------------------- | -------- |
| AllMusic             | [ 1 ]    |
| Rolling Stone        | [ 2 ]    |
| Entertainment Weekly | (B-)     |

Show è un album live del gruppo noise rock statunitense The Jesus Lizard, pubblicato nel 1994 dalla Collision Arts in collaborazione con la Giant Records (etichetta sussidiaria della Warner Bros. Records).
Il disco è la registrazione di un concerto della band tenutosi al CBGB's di New York City.

## Tracce
- Tutti i brani sono opera dei Jesus Lizard, eccetto dove indicato.

1. Glamorous - 3:19
2. Deaf as a Bat - 1:42
3. Seasick - 3:14
4. Bloody Mary - 2:11
5. Mistletoe - 1:57
6. Nub - 2:58
7. Elegy - 4:01
8. Killer McHann - 2:59
9. Dancing Naked Ladies - 2:59
10. Fly on the Wall - 3:00
11. Boilermaker - 2:15
12. Puss - 3:08
13. Gladiator - 3:50
14. Wheelchair Epidemic - 2:10 (The Dicks)
15. Monkey Trick - 4:12

## Formazione
- Duane Denison - chitarra elettrica
- David Wm. Sims - basso
- David Yow - voce
- Mac McNeilly - batteria